# 猪口暮露

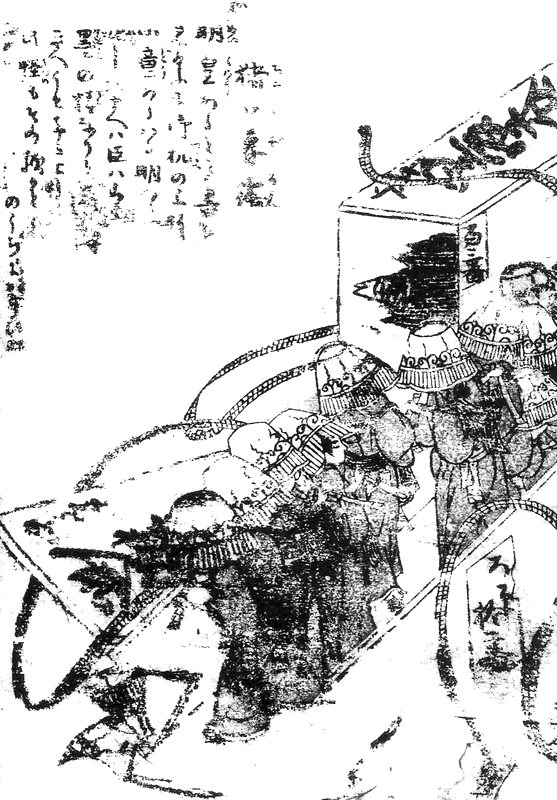
鳥山石燕『百器徒然袋』より「猪口暮露」

猪口暮露（ちょくぼろん）は、鳥山石燕による江戸時代の妖怪画集『百器徒然袋』にある日本の妖怪。
猪口を頭にかぶった虚無僧姿の妖怪たちが箱から現れる様子が描かれており、解説文には以下のように述べられている。
唐の玄宗皇帝が病床に臥せった際、夢の中に現れた鬼たちを鍾馗が退治したという逸話があり、石燕は猪口暮露をその鬼たちにたとえている。暮露とは禅宗・普化宗の托鉢僧のことであり、猪口暮露は玄宗の逸話と暮露、虚無僧、そして酒を飲む際の器である猪口をかけて創作された妖怪と解釈されている。
暮露と虚無僧は剃髪しない半僧半俗の存在という共通点があり、しばしば混同されるが、猪口暮露は猪口から虚無僧を連想して考えられた妖怪であり、名前の通りの暮露ではないとの指摘もある。